# Nekomata master
Naoyuki Sato (佐藤直之 Sato Naoyuki?), más conocido como 猫叉Master, es un compositor de videojuegos quién se unió a la empresa Konami en 1999 en donde trabajó en videojuegos tales como en las series de Jikkyō Powerful Pro Yakyū y también en Coded Arms. Antes de unirse a KONAMI, trabajó como compositor de música independiente.
Naoyuki hizo su primer debut en Bemani en el 2004 con su canción BEYOND THE EARTH para Pop'n music 10 CS. Después de varios años escribiendo canciones exclusivas para consolas para Beatmania IIDX y Pop'n music, también empezó a escribir canciones para las versiones arcade, y es uno de los artistas más difundidos de Bemani, escribiendo canciones para cada serie de Bemani.
Naoyuki es actualmente el director de sonido de las series de Beatmania IIDX, comenzando con beatmania IIDX 20 tricoro junto a Toshiyuki Kakuta. Naoyuki también se convirtió parte del sello de beatnation Records en febrero de 2014. A diferencia de todos los nuevos miembros, se unió al equipo de primera generación.

## Álbumes
- Raindrops, lanzado el 27 de febrero de 2009.[2]
- Backdrops, lanzado el 25 de septiembre de 2009.[3]
- さよなら世界 (Sayonara sekai),lanzado el 26 de enero de 2011.
- Crevice, lanzado el 27 de febrero de 2013.[4]
- follow slowly, lanzado el 3 de abril de 2015.

## Música principal
Nota: la mayoría de las canciones están firmadas como "猫叉Master" o su marcado "BEMANI Sound Team "猫叉Master"".
La lista muestra las canciones que fueron creadas por el mismo autor y también con los artistas que trabajó para su elaboración:

### ArreglosTouhou Project
- 千年ノ理 (Bemani X Touhou Project/DDR A - EXTRA SAVIOR)

### pop'n music
- pop'n music 10
  - BEYOND THE EARTH
- pop'n music 11
  - サヨナラ＊ヘヴン
- pop'n music 12 いろは
  - 月雪に舞う花のように
- pop'n music 13 カーニバル
  - 女王騎士
- pop'n music 15 ADVENTURE
  - Caring Dance
- pop'n music 16 PARTY♪
  - Echoes
- pop'n music 17 THE MOVIE
  - Infinity Of Our Love
  - Tree in Lake 〜消えたチチカカの木〜
- pop'n music portable
  - Greening
- pop'n music 18 せんごく列伝
  - 白夜幻燈
- pop'n music 10 TUNE STREET
  - The Sky of Sadness
  - moffing (猫叉Masterβ2)
- pop'n music 20 fantasia
  - REcorrection (猫叉Master feat.常盤ゆう)
  - カラルの月 (猫叉劇団)
- pop'n music Sunny Park
  - WORLD COLOR (猫叉Master feat.林ももこ)
  - 砂塵カゲロウ
  - Esperanza(猫叉劇団)
- pop'n music ラピストリア
  - TWINKLING (猫叉Master feat.ミミニャミ)
  - Anelis (猫叉Master feat.ATSUMI UEDA)
- pop'n music éclale
  - サケビノミドリ
- pop'n music うさぎと猫と少年の夢
  - The last of world music (BEMANI Sound Team "猫叉Master")

### beatmania IIDX
- beatmania IIDX 10th style (CS)
  - satellite020712 from "CODED ARMS"
- beatmania IIDX 11 IIDXRED (CS)
  - 水上の提督
- beatmania IIDX 12 HAPPY SKY (CS)
  - Reflection Into the EDEN
- beatmania IIDX 13 DistorteD (CS)
  - Infinite cave (猫叉Master+)
- beatmania IIDX 14 GOLD
  - The Smile of You (猫叉Master feat. JESSY)
  - Chain of pain (Compositores: kors k VS. 猫叉Master+) - Intervención de kors k.
- beatmania IIDX 15 DJ TROOPERS
  - end of world (猫叉Master+)
  - scar in the earth
- beatmania IIDX 16 EMPRESS
  - Queen's Tragedy (猫叉Master+)
  - Bahram Attack -猫叉Master Remix- (猫叉Master feat.JUNE)
  - Kung-fu Empire
  - Tori-no-kimochi
- beatmania IIDX 17 SIRIUS
  - being torn the sky (猫叉Master feat.JUNE)
- beatmania IIDX 18 Resort Anthem
  - おおきなこえで (猫叉Master feat.Sana)
- beatmania IIDX 19 Lincle
  - CALL
- beatmania IIDX 20 tricoro
  - connective (猫叉Master feat.*spiLa*)
  - POINT ZERO (猫叉Master+)
  - portal (猫叉Master+)
  - Proof of the existence (猫叉Master+)
  - Rainbow after snow (猫叉Master feat.林ももこ)
  - Welcome to tricoro system (猫叉Master)
- beatmania IIDX 21 SPADA
  - Element of SPADA (猫叉Master feat. 霜月はるか)
  - Funny Shuffle (猫叉Master+)
  - DARK LEGACY (BaSTeT)
  - INSOMNIA (ジャカルタファンクブラザーズ) - Intervención de DJ TOTTO.
  - 煉獄のエルフェリア (猫叉Master+)
- beatmania IIDX 22 PENDUAL
  - AFRO KNUCKLE (猫叉Master+)
  - FANTASTIC THREE (ジャカルタファンクブラザーズ)
  - chrono diver -fragment- (猫叉Master feat.三澤秋)
  - Symmetry
  - Despair of ELFERIA
  - fallen leaves -IIDX edition-
  - Chrono Diver -PENDULUMs- (猫叉L.E.D.Master+)
  - PENDUAL TALISMAN- (猫叉L.E.D.Master)
- beatmania IIDX 23 copula
  - Nightmare before oversleep
  - chaos eater -IIDX edition- (猫叉Master+)
  - Godspeed (dj TAKA xxx 猫叉Master xxx L.E.D.) - Intervención de dj TAKA y L.E.D.
- beatmania IIDX 24 SINOBUZ
  - AsiaN distractive (猫叉劇団)
  - イザナミノナゲキ
  - crew -original mix- (beatnation Records feat. 星野奏子)
  - 刃図羅 (猫叉Master vs HuΣeR)
- beatmania IIDX 25 CANNON BALLERS
  - COSMIC☆WONDER☆REVOLUTION (猫叉Master+)

### GUITARFREAKS & Drummania
- GuitarFreaksV6 & DrumManiaV6 BLAZING!!!!
  - Driven Shooter (猫叉Master+)
- GuitarFreaksXG & DrumManiaXG
  - Crack (猫叉Master+)
- GITADORA
  - Fat snail (NECOMATA MODIFY SALVATION feat.シシドヒナタ)
  - 猫侍の逆襲
- GITADORA OverDrive
  - 相反オポチュニティー (NECOMATA MODIFY SALVATION feat.シシドヒナタ)

### jubeat
- jubeat ripples
  - Good-bye Chalon (猫叉Master+)
- jubeat knit
  - Far east nightbird
    - Far east nightbird kors k Remix -DDR edit ver- (DDR A - EXTRA SAVIOR) - Intervención de kors k.
- jubeat saucer
  - squall (猫叉Master+)
  - Rainbow after snow (猫叉Master feat.林ももこ)
- jubeat saucer fulfill
  - encounter (猫叉Master+)
  - Scars of FAUNA
- jubeat festo
  - 星の小舟 (BEMANI Sound Team "猫叉劇団")

### REFLEC BEAT
- REFLEC BEAT
  - Silence
  - not eternity
- REFLEC BEAT limelight
  - Last Hometown
  - FRONTIER GATE (佐藤直之)
- REFLEC BEAT colette
  - Clumsy thoughts (猫叉Master feat.*spiLa*)
  - REcollect (猫叉Master feat.常盤ゆう)
  - Following Flow
  - Flying soda (猫叉Master feat.林ももこ)
  - 祟竜ヤマタノオロチのテーマ (Vivian vs 猫叉Master)
  - fallen leaves
- REFLEC BEAT groovin'!!
  - アヴァロンの丘
  - envidia
- REFLEC BEAT groovin'!! Upper
  - Time Again
- REFLEC BEAT VOLZZA
  - Journey
- REFLEC BEAT 悠久のリフレシア
  - 彷徨オルフェウス (劇団レコード feat.猫叉Master)
  - 黒紅掬い (猫叉Master feat. 霜月はるか)
  - Deadman falling

### Dance Dance Revolution
- Dance Dance Revolution X3 VS 2ndMIX
  - Tribe
- Dance Dance Revolution (2013)
  - nightbird lost wing
- Dance Dance Revolution (2014)
  - chaos eater (猫叉Master+) (Carpeta RDI)
- Dance Dance Revolution A
  - Dancer in the flare (Baby-Lon's Adventure)

### Nostalgia
- ノスタルジア
  - Fly far bounce
  - 飽和世界
- Nostalgia Op. 2
  - 風の丘の東 (BEMANI Sound Team "猫叉Master")

### DANCERUSH STARDOM
- Shuffle cats (BEMANI Sound Team "猫叉Master")

### Otros
- Lost Wing at.0 (猫叉Master+) (BeatStream Anim Tribe)
- GAIA (猫叉L.E.D.Master+) (Private Bemani Academy)
- デッドボヲルdeホームラン (猫叉Masterβ2) (Estadio Bemani)
- Cleopatrysm (ピラミッ℃) (Colaboración para Bemani Ruins)
- 夏色DIARY (猫叉王子) (Colaboración para Summer Diary)
- crew (beatnation Records feat.星野奏子) - Canción temática de EDP×beatnation summit 2017 -beatnation 10th Anniversary-
- Life is beautiful (BEMANI Sound Team "猫叉Master") (Bemani Summer Greetings)
- Afterimage d'automne (BEMANI Sound Team "猫叉劇団") (Colaboración con Gekidan Records para Touhyou Senbatsusen)